# Powiat Ravensburg
Powiat Ravensburg (niem. Landkreis Ravensburg) – powiat w Niemczech, w  kraju związkowym Badenia-Wirtembergia, w rejencji Tybinga, w regionie Bodensee-Oberschwaben. Stolicą powiatu jest miasto Ravensburg.

## Podział administracyjny
W skład powiatu Ravensburg wchodzi:
- osiem gmin miejskich (Stadt)
- 31 gmin wiejskich (Gemeinde)
- pięć wspólnot administracyjnych (Vereinbarte Verwaltungsgemeinschaft)
- cztery związki gmin (Gemeindeverwaltungsverband)

Miasta:
| Lp. | Nazwa miasta        | Ludność (31.12.2010) | Powierzchnia km² |
| --- | ------------------- | -------------------- | ---------------- |
| 1   | Aulendorf           | 9.779                | 52,36            |
| 2   | Bad Waldsee         | 19.938               | 108,54           |
| 3   | Bad Wurzach         | 14.272               | 182,26           |
| 4   | Tettnang            | 18,648               | 71,22            |
| 5   | Isny im Allgäu      | 14.392               | 85,37            |
| 6   | Leutkirch im Allgäu | 21.902               | 174,95           |
| 7   | Wangen im Allgäu    | 27.461               | 101,28           |
| 8   | Weingarten          | 23.875               | 12,17            |

Gminy wiejskie:
| Lp. | Nazwa gminy       | Ludność (31.12.2010) | Powierzchnia km² |
| --- | ----------------- | -------------------- | ---------------- |
| 1   | Achberg           | 1.657                | 12,92            |
| 2   | Aichstetten       | 2.745                | 33,75            |
| 3   | Aitrach           | 2.525                | 30,20            |
| 4   | Altshausen        | 4.630                | 20,48            |
| 5   | Amtzell           | 3.829                | 30,56            |
| 6   | Argenbühl         | 6.046                | 76,37            |
| 7   | Baienfurt         | 7.194                | 16,02            |
| 8   | Baindt            | 4.884                | 23,07            |
| 9   | Berg              | 3.960                | 28,41            |
| 10  | Bergatreute       | 3.145                | 23,16            |
| 11  | Bodnegg           | 3.149                | 24,56            |
| 12  | Boms              | 619                  | 9,55             |
| 13  | Ebenweiler        | 1.176                | 10,13            |
| 14  | Ebersbach-Musbach | 1.759                | 26,86            |
| 15  | Eichstegen        | 508                  | 14,24            |
| 16  | Fleischwangen     | 658                  | 5,80             |
| 17  | Fronreute         | 4.897                | 48,08            |
| 18  | Grünkraut         | 3.113                | 17,16            |
| 19  | Guggenhausen      | 181                  | 8,25             |
| 20  | Horgenzell        | 4.855                | 56,16            |
| 21  | Hoßkirch          | 733                  | 15,81            |
| 22  | Kißlegg           | 8.515                | 92,40            |
| 23  | Königseggwald     | 670                  | 6,85             |
| 24  | Riedhausen        | 637                  | 8,42             |
| 25  | Schlier           | 3.710                | 32,58            |
| 26  | Unterwaldhausen   | 279                  | 4,11             |
| 27  | Vogt              | 4.537                | 22,31            |
| 28  | Waldburg          | 3.051                | 22,70            |
| 29  | Wilhelmsdorf      | 4.806                | 38,10            |
| 30  | Wolfegg           | 3.447                | 39,49            |
| 31  | Wolpertswende     | 4.057                | 26,35            |

Wspólnoty administracyjne:
| Lp. | Nazwa wspólnoty administracyjnej | Ludność (31.12.2010) | Powierzchnia km² | Liczba gmin |
| --- | -------------------------------- | -------------------- | ---------------- | ----------- |
| 1   | Bad Waldsee                      | 23.083               | 131,70           | 2           |
| 2   | Leutkirch im Allgäu              | 27.172               | 238,90           | 3           |
| 3   | Vogt                             | 7.984                | 61,80            | 2           |
| 4   | Wangen im Allgäu                 | 32.947               | 144,76           | 3           |
| 5   | Wilhelmsdorf                     | 9.661                | 94,26            | 2           |

Związki gmin:
| Lp. | Nazwa związku gmin      | Ludność (31.12.2010) | Powierzchnia km² | Liczba gmin |
| --- | ----------------------- | -------------------- | ---------------- | ----------- |
| 1   | Altshausen              | 11.850               | 130,50           | 11          |
| 2   | Gullen                  | 13.023               | 97,00            | 4           |
| 3   | Mittleres Schussental   | 89.687               | 171,71           | 5           |
| 4   | Fronreute-Wolpertswende | 8.554                | 74,43            | 2           |